# Richard Scarrys äventyrsvärld
Richard Scarrys äventyrsvärld (Eng: The Busy World of Richard Scarry) är en kanadensisk-fransk-amerikansk tecknad serie animerad av CINAR 1993–1995, baserad på Richard Scarrys böcker om Sysselstad (Busytown). TV-serien utspelar sig i den livliga staden Sysselstad, där bland annat daggmasken "Dagge", Misse Katt, Jan Banan och Herr Fumlig bor. Den hade premiär på svensk TV år 1996.

## Svenska röster
- Andreas Nilsson - Dagge Daggmask
- Kim Sulocki - Kalle Katt
- Niclas Wahlgren - Kalle Katt (Senare säsonger)
- Annelie Berg - Mamma Katt
- Therese Reuterswärd - Katja Katt
- Tommy Nilsson - Pappa Katt/ Gusten Banan
- Pernilla Wahlgren - Fröken Honung
- Johan Wahlström - Peter Polis/ Herr Fumlig
- Annica Smedius - Fia Flodhäst
- Johan Hedenberg
- Gunnar Ernblad
- Måns Eriksson
- Lasse Svensson
- Annika Rynger
- Dick Eriksson
- Dan Ekborg
- Dan Malmer
- Peter Sjöquist
- Joakim Jennefors
- Leo Hallerstam